# Nicolas Raffault
Pas d'image ? Cliquez ici

a Compétitions nationales et continentales officielles uniquement.

b Matchs officiels uniquement.
Dernière mise à jour le 28 avril 2023.
Nicolas Raffault, né le 24 septembre 1979 à Saint-Amand-Montrond (Cher), est un joueur de rugby à XV évoluant principalement au poste de trois-quarts centre.

## Biographie
Nicolas Raffault naît dans le Cher, mais vit une enfance itinérante, au gré des déménagements de ses parents. Il commence le rugby à Brive en catégorie «poussin», avant de poursuivre à La Rochelle, puis à Caen,. Il rejoint ensuite la région parisienne où il est en sport-étude, jouant pendant quatre ans au Paris UC, avant de rejoindre le Stade français CASG où il termine sa formation. En 1999, il remporte la Coupe de France junior Reichel, après une finale gagnée contre la Section paloise.
Il commence sa carrière professionnelle avec le Stade français en 1999, et il est titulaire au poste d'ailier lors de la finale du Championnat de France 2000 gagnée face à l'US Colomiers.
Au début de sa carrière, il dispute plusieurs tournoi de rugby à sept avec la sélection française dans le cadre de l'IRB Sevens. Il dispute également les Jeux mondiaux de 2001 à Akita (Japon) avec cette équipe.
Après trois saisons au Stade français, il décide de rejoindre le Castres olympique pour la saison 2002-2003 de Top 16. Avec cette équipe, il remporte notamment le Bouclier européen en 2003.
En 2006, il s'engage avec le Lyon OU en Pro D2. Devenant rapidement un joueur cadre de l'équipe lyonnaise, il participe à l'obtention du titre de Pro D2 en 2011, et à l'accession en Top 14,. Il annonce la fin de sa carrière de joueur en 2013, à l'âge de 33 ans, après sept saisons passées au LOU,.
Après l'arrêt de sa carrière, diplômé de l'EM Lyon, il reste dans la région lyonnaise, où il travaille dans le management d'entreprise.

## Palmarès

### En club
- Vainqueur du Championnat de France en 2000 avec le Stade français CASG.

- Vainqueur du Bouclier européen en 2003 avec le Castres olympique.
- Vainqueur du Challenge Sud Radio en 2003 avec le Castres olympique.

- Vainqueur de la Pro D2 en 2011 avec le Lyon OU.

### En sélection nationale
- International FIRA[réf. nécessaire]
- International -21 ans[réf. nécessaire]
- International universitaire[réf. nécessaire]
- International de rugby à sept